# Alfred Jönsson
Alfred Joel Jönsson (* 21. Februar 1998 in Lund) ist ein schwedischer Handballspieler. Der 1,93 m große Rückraumspieler spielt seit 2024 für den dänischen Erstligisten Ribe-Esbjerg HH und steht zudem im Aufgebot der schwedischen Nationalmannschaft.

## Karriere

### Verein
Alfred Jönsson begann bei H 43 Lund mit dem Handballspielen. 2015 wechselte er zu LUGI HF, mit dem er auch in der ersten schwedischen Liga, der Handbollsligan, spielte. In den Spielzeiten 2017/18 und 2018/19 wurde der Rückraumspieler in das All-Star-Team der Liga gewählt. 2018 erhielt er den Preis „Årets komet“ als „Aufsteiger des Jahres“ im schwedischen Handball. Mit LUGI HF nahm er am EHF-Pokal 2017/18 teil. In der Saison 2018/19 wurde er mit 188 Toren in 32 Ligaspielen Torschützenkönig der Handbollsligan. Zur Saison 2019/20 wechselte Jönsson in die deutsche Bundesliga zur TSV Hannover-Burgdorf. Für die Niedersachsen warf er 121 Tore in 49 Ligaspielen. Nach zwei Jahren verließ er die Bundesliga und schloss sich dem dänischen Verein Skjern Håndbold an. Im Sommer 2024 wechselte er zum dänischen Erstligisten Ribe-Esbjerg HH.

### Nationalmannschaft
In der schwedischen A-Nationalmannschaft debütierte Jönsson am 5. November 2020 beim 33:30-Sieg gegen Rumänien. Bei der anschließenden Weltmeisterschaft 2021 warf er 14 Tore in neun Spielen und gewann mit der schwedischen Auswahl die Silbermedaille.
Bisher bestritt er 18 Länderspiele, in denen er 21 Tore erzielte.